# Wyspa Byama Martina
Wyspa Byama Martina (ang. Byam Martin Island; do 2011 Wyspy Byama Martina) − jedna z wysp należących do Wysp Parry’ego (Wyspy Królowej Elżbiety w Archipelagu Arktycznym) w kanadyjskim terytorium Nunavut (współrzędne: 75°15′00″N, 104°15′00″W). Powierzchnia wyspy wynosi 1150 km², a jej linia brzegowa – 145 km.
Wyspa została odkryta przez Williama Edwarda Parry’ego w 1819 i nazwana na cześć admirała marynarki brytyjskiej Thomasa Byama Martina.